# Hypnodendron reinwardtii
Hypnodendron reinwardtii är en bladmossart som beskrevs av Lindberg, Georg Friedrich von Jaeger och Sauerbeck 1880. Hypnodendron reinwardtii ingår i släktet Hypnodendron och familjen Hypnodendraceae. Inga underarter finns listade i Catalogue of Life.